# Орловское (Юрьевский район)
Орло́вское (укр. Орлівське) — село,
Нововязовский сельский совет,
Юрьевский район,
Днепропетровская область,
Украина.
Код КОАТУУ — 1225982508. Население по переписи 2001 года составляло 13 человек .

## Географическое положение
Село Орловское находится на расстоянии в 3 км от села Затишное.